# Solfara San Paolo
La solfara San Paolo o miniera San Paolo  è stata una miniera di zolfo sita in provincia di Enna nei pressi del comune di Agira.
La solfara aperta tra il 1860 e il 1870 è oggi inattiva.